# Guldkroken

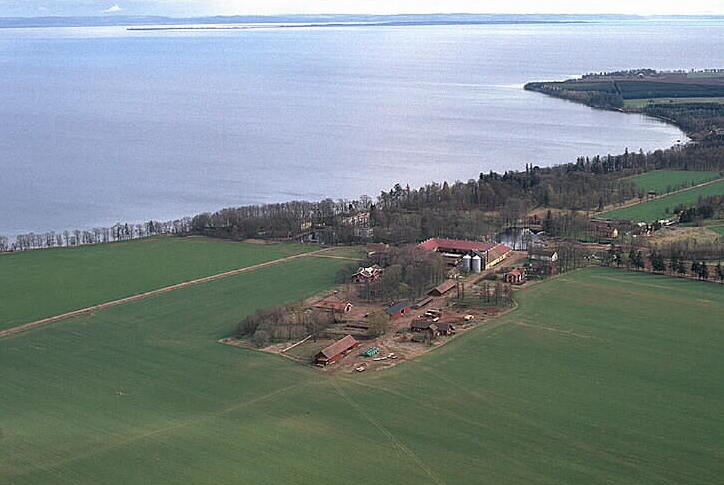
Almnäs gods vid Vättern, med Visingsö i bakgrunden

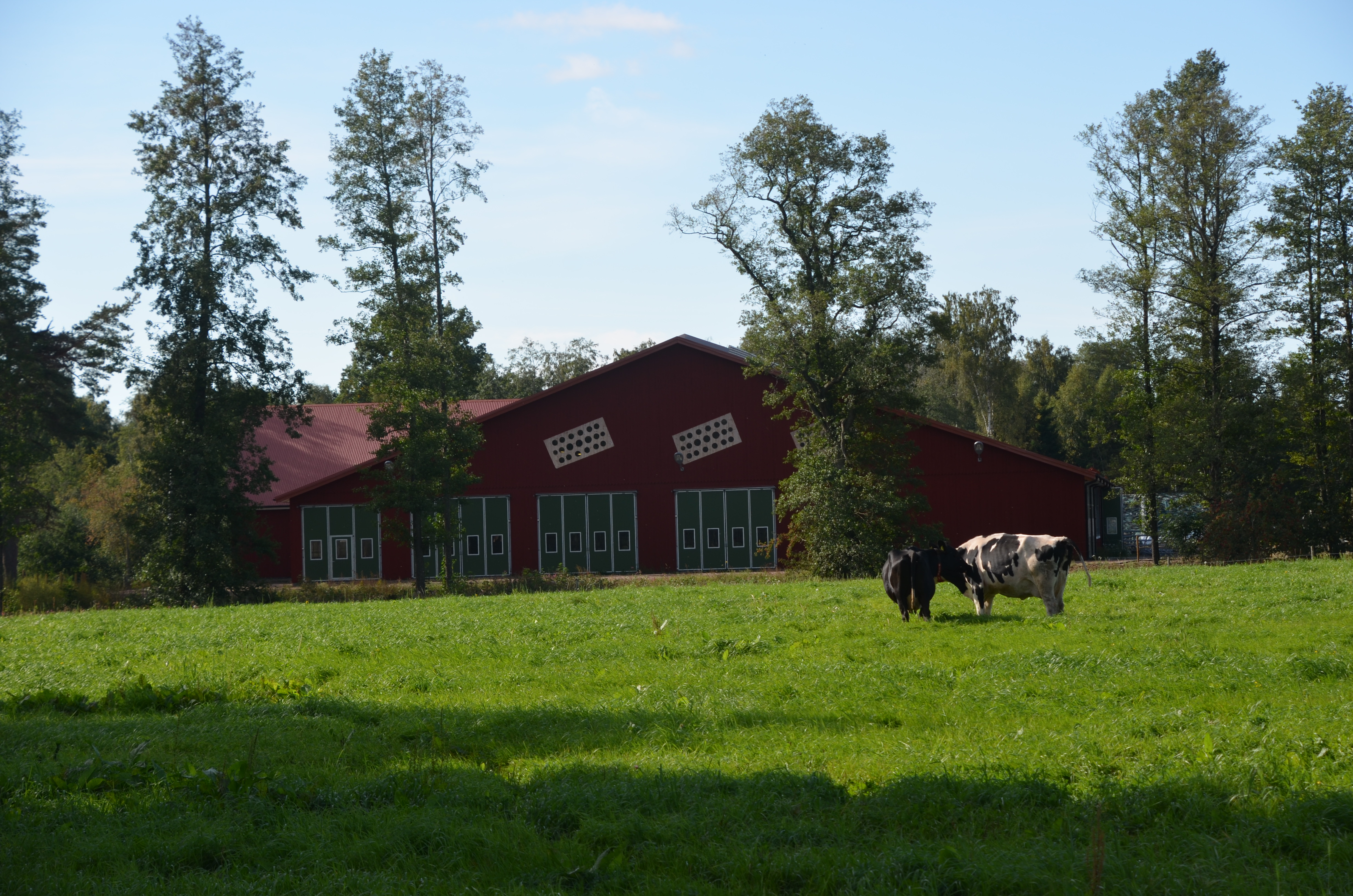
Kor på Almnäs gods söder om Hjo

Guldkroken är informell region väster om Vättern, som ligger norr om, och framför allt söder om, Hjo i Västergötland. Namnet syftar till gynnsamma betingelser för jordbruk i området.
| ”                          | Guldkroken är en benämning på den fruktbara och vackra bygden utmed Vetterns vestra strand kring staden Hjo, eller östra delen af Kåkinds härad i Skaraborgs län | „ |
| – Nordisk Familjebok, 1883 | |   |

Guldkroken är ett jordbruksområde som ligger mellan Vättern och Hökensås, en utlöpare till Tiveden. Området har ett förhållandevis gynnsamt läge för jordbruk, med närheten till Vättern som temperaturutjämnare. Guldkroken har därmed en något högre medeltemperatur än områdena väster om Hökensås, och antalet soltimmar är högre. Områdets utsträckning norrut och söderut är inte klart definierad. Åt söder har Munkaskog i Habo kommun ansetts vara gräns.
Upphovet till namnet Guldkroken är oklart. Namndelen krok skulle kunna syfta på årder, eller krok, föregångaren till plogen. Det skulle också kunna syfta på krok som avkrok, avskilt från Västergötlands hjärtbygd. 
Ett relativt stort antal fornfynd i form av stenyxor har gjorts i Guldkroken och Hökensås östra sluttning. Där finns också spår av fossil åkermark med bland annat röjnings- och odlingsrösen.
Jordmånen i Guldkroken består huvudsakligen av sandmylla och lerjord på sandbotten. Berggrunden utgörs huvudsakligen av den så kallade Visingsögruppen med fossilförande sedimentära ytbergarter som sandsten och lerskiffer med kalkstensskikt. 

## Byggnader i Guldkroken
- Villa Guldkroken
- Guldkrokens kakelugnsfabrik
- Ekhammar
- Munkeberg
- Almnäs gård